# Medicina ortomolecular

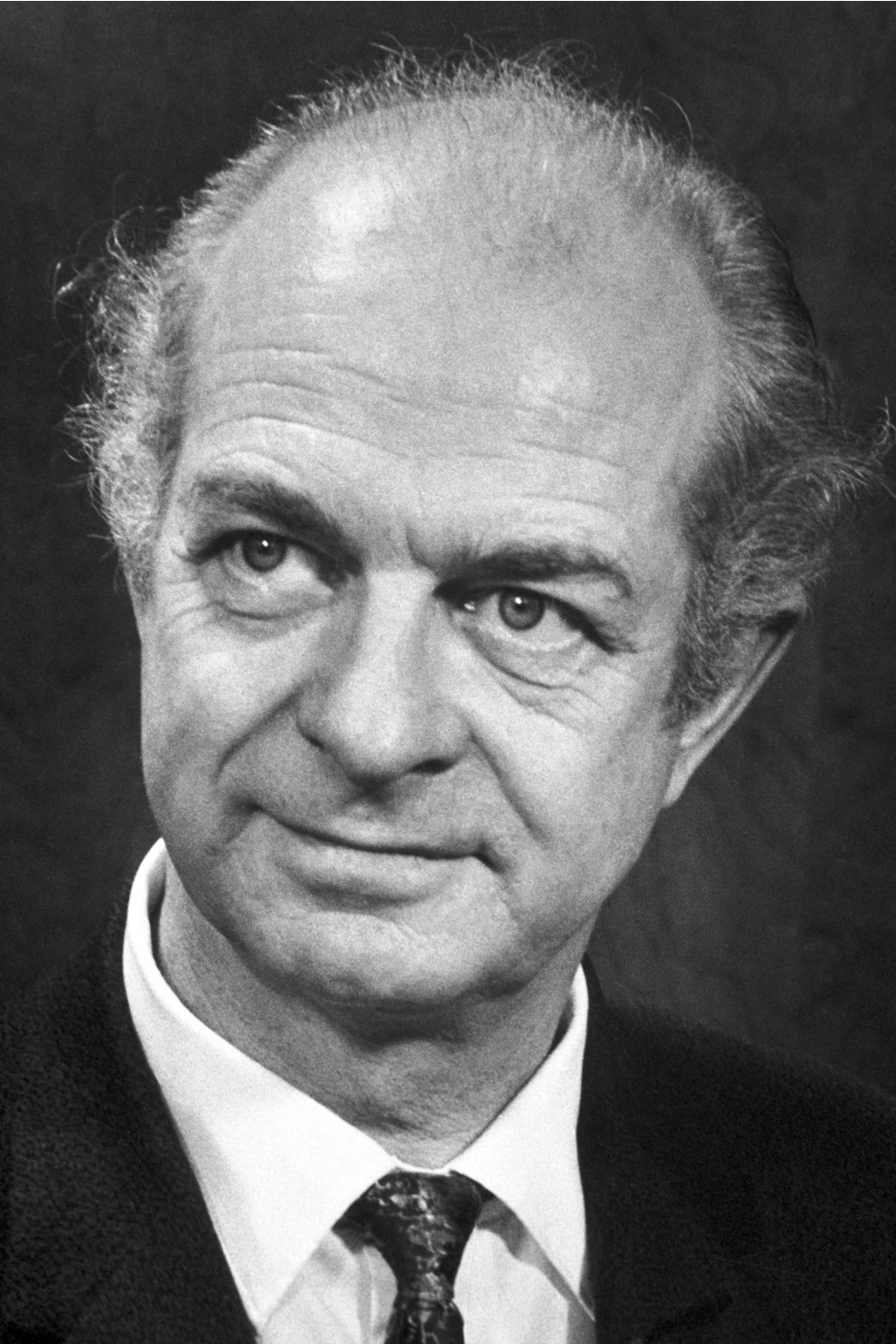
Bioquímico Linus Pauling, autor do artigo "Psiquiatria ortomolecular", que serviu de base para a criação da medicina ortomolecular

A medicina ortomolecular (pronuncia-se ôrto ou órto) é uma prática de pseudomedicina que recomenda o uso de quantidades de biomoléculas acima dos limites definidos pela medicina.
O Conselho Federal de Medicina do Brasil (CFM) considera que as práticas ortomolecular, biomolecular ou assemelhados não são especialidades médicas nem área de atuação, não podendo ser anunciados como tal. A Asociación Española de Dietistas-Nutricionistas considera que é "pseudocientífica, enganosa, fraudulenta e potencialmente perigosa". O CFM ainda proíbe todas as práticas ortomoleculares que não têm comprovação científica, como os tratamentos antienvelhecimento. Todavia, permite as terapias com base científica, desde que sejam indicadas por um médico e apenas após serem tratadas todas as doenças de base concomitantes.
Essa prática tem suas raízes quando, nos anos de 1950, uma série de psiquiatras criou a terapia megavitamínica, que consistia na aplicação de dosagens massivas de vitamina B3 em pacientes psiquiátricos. Com o tempo, a terapia foi ampliada e passou a usar outras vitaminas, minerais, hormônios e dietas, combinados com medicamentos e com eletroconvulsoterapia (eletrochoque).
Segundo o Instituto de Medicina dos Estados Unidos e a Autoridade Europeia de Segurança Alimentar, exceder os limites de tolerância de substâncias no corpo pode trazer efeitos adversos tanto a curto quanto a longo prazo.

## Regulamentação no Brasil
O Conselho Federal de Medicina do Brasil autoriza alguns tratamentos ortomoleculares e proíbe os que não são suportados por evidências científicas:

### Tratamentos com base científica
1. Correção nutricional e de hábitos de vida;
2. Reposição medicamentosa das deficiências de nutrientes;
3. Remoção de minerais, quando em excesso, ou de minerais tóxicos, agrotóxicos, pesticidas ou aditivos alimentares.

### Tratamentos sem base científica (proibidos)
1. Aplicação de dosagens acima dos limites de segurança definidos nas normas nacionais e internacionais (megadose);
2. Uso do EDTA (ácido etilenodiamino tetra-acético) para remoção de metais tóxicos fora do contexto das intoxicações agudas e crônicas;
3. Uso do EDTA e a procaína como terapia antienvelhecimento, anticâncer, antiarteriosclerose ou voltadas para patologias crônicas degenerativas;
4. Análise do tecido capilar fora do contexto do diagnóstico de contaminação e/ou intoxicação por metais tóxicos;
5. Uso de Antioxidantes para melhorar o prognóstico de pacientes com doenças agudas;
6. Uso de Antioxidantes que interfiram no mecanismo de ação da quimioterapia e da radioterapia no tratamento de pacientes com câncer;
7. Quaisquer terapias antienvelhecimento, anticâncer, antiarteriosclerose ou voltadas para doenças crônicas degenerativas, exceto nas situações de deficiências diagnosticadas cuja reposição mostra evidências de benefícios cientificamente comprovados.